# Perturbaciones en una transmisión
Las perturbaciones en la transmisión de señales se refieren a las alteraciones que ocurren durante el envío de una señal eléctrica, las cuales resultan en la pérdida de información desde el punto de emisión hasta la recepción. Estas perturbaciones son inevitables, pues existen una serie de factores que afectan a la calidad de las señales transmitidas, los cuales provocan que estas nunca sean iguales a las señales recibidas.
El efecto de las perturbaciones varía según la naturaleza analógica o digital de las señales. Mientras en las señales digitales se reduce la velocidad de transmisión al aumentar la tasa de errores de bits, el efecto en una señal analógica consiste en que esta línea de transmisión introduce variaciones de amplitud y frecuencia, lo que degrada la calidad de la señal.

## Ruido
Se refiere al conjunto de elementos extraños a la transmisión que se introducen en el medio de transmisión, provocando alteraciones en la amplitud del voltaje y variaciones de frecuencia.  

### Ruido Térmico o Blanco
Llamado también ruido de Johnson-Nyquist, es excitación de electrones debido a las oscilaciones térmicas del medio y se mantiene uniforme en el rango de frecuencias al cual se transmite la señal del mensaje. 
Se puede calcular mediante la fórmula: 
{\displaystyle N=KTB} (W)
Donde:
- B = El ancho de banda (Hz)
- K = 1,381 x 10-23 J/K. (Cte. de Boltzmann)
- T = Temperatura (absoluta), en Kelvin.

La fórmula para W es N(W)=KTB y para dB es N(dB)= 10 log(KTB)

### Ruido de Intermodulación
El ruido de intermodulación se produce en sistemas de transmisión no lineales produciéndose la inserción de nuevas frecuencias las cuales se adicionan o se restan con las frecuencias de la señal mensaje degenerándola.

### Diafonía
También llamado Crosstalk, se produce cuando las señales se transmiten en medios adyacentes donde parte de las señales de uno, producto del acoplamiento magnético que produce la corriente de la señal mensaje, perturba la señal en el otro. Por ejemplo, el cruce de conversaciones en la telefonía analógica.

### Ruido Impulsivo o Electromagnético (EMI)
Este tipo de ruido es impredecible puesto que siempre está presente en forma de sobresaltos o picos de tensión en el suministro de energía. Este tipo de ruido no es muy notable en la transmisión de señales analógicas pero en la transmisión de señales digitales podría provocar perdida de datos.

## Atenuación
Es la pérdida de potencia que se produce en el medio de transmisión por la longitud que este presenta, pues la potencia de la señal recibida es inversamente proporcional a la distancia entre el transmisor y el receptor. 
En medios guiados esta atenuación es representada por la proporción de la potencia transmitida y la potencia recibida:
A= log(Pt/Pr)
Donde:
- A= atenuación
- Pt=Potencia transmitida
- Pr= potencia recibida

## Distorsión de retardo
Si la señal se llama al ruido, la velocidad de propagación varía con la frecuencia, por lo que los distintos armónicos o componentes del espectro de frecuencias de la señal no viajen todas a la misma velocidad y las frecuencias centrales aumenten su velocidad. Como consecuencia, unos datos pueden solaparse con los anteriores. El efecto resultante es la distorsión de retraso y para contrarrestar esto se requiere el uso de técnicas de ecualización.